# Elsa Löw-Sundahl
Elsa Löw-Sundahl, senast folkbokförd Elsa Dagmar Josefina Hulth Sundahl, ogift Ybring, född 1 februari 1910 i Malmbäcks församling i Jönköpings län, död 21 februari 1979 i Jönköpings Sofia församling i Jönköpings län, var en svensk sångerska och sångpedagog.
Löw-Sundahl var sångutbildad för Dagmar Gustafson i Stockholm. Bland Elsa Löw-Sundahls elever märks Fred Sjöberg. Hon gav ut 78-varvarna Om Gud förglömde världen (1953) samt Den som beder, han får och I Herrens barmhärtiga händer (båda 1954) på Svenska Missionsförbundets skivbolag Sirius. Hon gav också ut singlarna 32:a psalmen och Guds barn jag är.
Elsa Löw-Sundahl var dotter till garvaren August Karlsson och Frida, ogift Jonsson. Hon gifte sig första gången 1940 med Daniel Löw (1899–1944), andra gången 1953 med ingenjören Carl Sundahl (1887–1961) och tredje gången 1964 med metodistpastor Nils Hulth (1895–1982).
Hon är begravd på Nykyrka kyrkogård i Mullsjö tillsammans med andre maken.

## Diskografi i urval
Med känt utgivningsår
- 1953 – Om Gud förglömde världen (Sirius) (78-varvare)[5]
- 1954 – Den som beder, han får (Sirius) (78-varvare)[6]
- 1954 – I Herrens barmhärtiga händer (Sirius) (78-varvare)[7]

Med okänt utgivningsår
- 32:a psalmen (Falk) (singel)[8]
- Guds barn jag är (Angelica) (singel)[9]